# Bruce Bennett
Harold Herman Brix, conhecido artisticamente como Bruce Bennett ou Herman Brix (Tacoma, Washington, 19 de maio de 1906 - Los Angeles, 24 de fevereiro de 2007), foi um atleta e actor norte-americano celebrizado nos filmes de Tarzan.

## Atleta
O início da carreira de Brix foi como atleta, chegando a ganhar a Medalha de Prata pelo Arremesso do peso nos Jogos Olímpicos de Verão de 1928 - Amsterdão 1928.

## Cinema
Ainda atleta, Herman Brix atuou como dublê em vários filmes e acabou por ser escolhido por Ashton Dearholt da "Burroughs-Tarzan Enterprises" para estrelar, em 1935, o seriado As Novas Aventuras de Tarzan (The New Adventures of Tarzan), seguindo os passos de Johnny Weissmuller e Buster Crabbe. Brix foi seleccionado para o papel anos antes, em 1932 na MGM, mas contundiu-se e foi substituído por Weissmuller. O Tarzan de Brix, produzido pela própria companhia de Burroughs, falado numa linguagem elaborada e com um vocabulário em inglês correcto, tal como nos livros, foi filmado nas perigosas savanas da Guatemala.
Depois de um certo número de seriados e filmes B, e achando-se ainda tipificado como "Tarzan" na mente dos maiores produtores, Brix mudou o nome para "Bruce Bennett". conseguindo papeis em grandes produções, como "O tesouro de Sierra Madre" (1948), "Alma em Suplício" (1945), "Original Pecado" (1943) e "Prisioneiro do Passado" (1947).

## Filmografia parcial
- The New Adventures of Tarzan (seriado, 1935)
- Shadow of Chinatown (seriado, 1936)
- Blake of Scotland Yard (1937)
- A Million to One (1937)
- The Fighting Devil Dogs (seriado, 1938)
- Hawk of the Wilderness (seriado), 1938)
- The Lone Ranger (seriado, 1938)
- Daredevils of the Red Circle (1939)
- Invisible Stripes (1939)
- Convicted Woman (1940)
- Tramp, Tramp, Tramp (1942)
- Sahara (1943)
- Mildred Pierce (1945)
- A Stolen Life (1946)
- Nora Prentiss (1947)
- Dark Passage (1947)
- The Treasure of the Sierra Madre (1948)
- Mystery Street (1950)
- The Great Missouri Raid (1951)
- Sudden Fear (1952)
- Dream Wife (1953)
- Strategic Air Command (1955)
- Daniel Boone, Trail Blazer (1956)
- Hidden Guns (1956)
- Love Me Tender (1956)
- Three Violent People (1956)
- The Cosmic Man (1959)
- The Outsider (1961)
- Laat de dokter maar schuiven (1980)

A partir de meados da década de 1950 apareceu principalmente em filmes menores, tal como The Alligator People (1959), e na televisão. Ele foi um empresário de sucesso fora do mundo do cinema durante a década de 1960.

## Morte
Bennett estava internado no "Centro Médico Santa Mónica" devido a uma fractura do colo do fémur e viria a falecer nessa instituição, aos 100 anos de idade, em consequência de complicações relacionadas com a fractura.